# Хентей

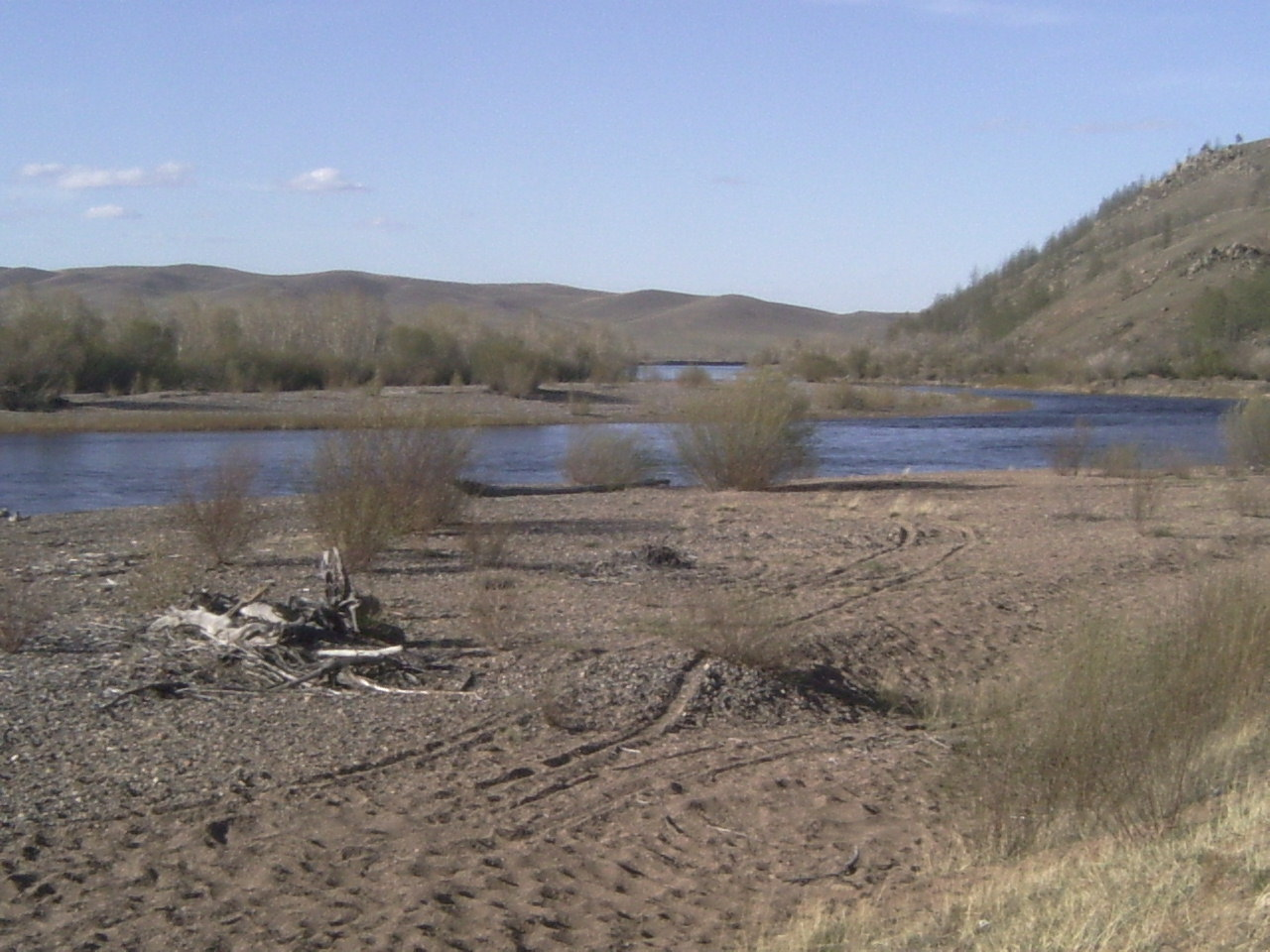
Береги Онону

Хенте́й  (монг. Хэнтий нуруу) — нагір'я в північно-східній частині Монголії та у Читинській області Росії.
- Протягується з північного заходу на північний схід на 250 км.
- Висота 1 500—2 000 м (найбільша 2 800 м).

Хентей знаходиться на північному сході Монголії, поблизу кордону з Росією, у північно-східній частині Центрального аймаку, північній половині Хентейського аймаку, східній частині Селенгинського аймаку, північно-західній частині Східного аймаку. Південно-західні відроги Хентея оточують столицю країни Улан-Батор. Найвища точка — гора Асралт-Хайрхан-Уул (2 800 м), розташована у найвищому гірському масиві, що носить назву Малий Хентей. У Хентейськом аймаку знаходиться священна для монголів гора Бурхан-Халдун, поблизу якої народився і, за переказами, був похований Чингісхан.
Хентей складний головним чином гранітоїдними породами і є природним вододілом між басейном Північного Льодовитого океану (басейн Єнісею через озеро Байкал), і басейном Тихого океану (річки Онон і Керулен). З Хентея беруть свої витоки річки Онон, Керулен (обидві на території Хентейського аймаку), Туул і Менза (обидві — на території Центрального аймаку).
Переважають столоподібні вершини із слідами заледеніння. На південних схилах — гірські степи, на північних — лісостепи, ділянки тайги з модрини і кедру. У південних відрогах — родовище бурого вугілля (Налайха), на північному заході — золотоносні розсипи.
У горах Хентей утворено Хан-Хентейський заповідник.